# Filmfare Awards (2023)
68-я церемония награждения Filmfare Awards состоялась 27 апреля 2023 года. На ней были отмечены лучшие киноработы на хинди, вышедшие в прокат до конца 2022 года.
Фильм Гангубай Катавади стал лидером церемонии, получив 17 номинаций и завоевав 11 наград, включая такие категории, как Лучший фильм, Лучшая режиссура (Санджай Лила Бхансали) и Лучшая женская роль (Алия Бхатт).
Фильм Поздравляем! 2 завоевал 6 наград в таких категориях, как Лучший фильм по мнению критиков, Лучший актёр (Раджкумар Рао), Лучшая женская роль по мнению критиков (Бхуми Педнекар) и Лучшая женская роль второго плана (Шиба Чадха) и Брахмастра, часть 1: Шива завоевал пять наград, включая такие категории Лучшая музыка к песне для фильма (Притам), Лучшие слова к песне (Амитабх Бхаттачария) и Лучший мужской закадровый вокал (Ариджит Сингх), два последних — для песни «Kesariya».
Шиба Чадха получила две номинации на премию «Лучшая актриса второго плана» за свои роли в фильмах Поздравляем! 2 и Доктор Г.

## Церемония
На 68-й церемонии вручения премии «Filmfare», которая прошла в «Jio World Centre», были отмечены фильмы, вышедшие на экраны в 2022 году. На пресс-конференции, которую вёл редактор журнала Filmfare — Джитеш Пиллай сообщил, что Hyundai выступит спонсором мероприятия. Актёры Салман Хан и Аюшманн Кхуррана и Мэниш Пол были объявлены со-ведущими. В то время, актёры Тайгер Шрофф, Вики Каушал, Картик Аарьян, Жаклин Фернандес, Джанви Капур, Варун Дхаван и Говинда были анонсированы выступающими на мероприятии. Он состоялся 27 апреля 2023 года и транслировался на следующий день на телеканале Colors TV.

## Победители и номинанты
Номинации были объявлены 24 апреля 2023 года.
| - Санджай Лила Бхансали — Лучший режиссёр - Алия Бхатт — Лучшая актриса - Раджкумар Рао — Лучший актёр - Табу — Лучшая актриса по мнению критиков, со-победитель - Санджай Мишра — Лучший актёр по мнению критиков - Бхуми Педнекар — Лучшая актриса по мнению критиков, со-победитель - Харшавардхан Кулкарни — Лучший режиссёр по мнению критиков - Анил Капур — Лучший актёр второго плана - Шиба Чадха — Лучшая актриса второго плана - Ариджит Сингх — Лучший мужской закадровый вокал - Кавита Сет — Лучший женский закадровый вокал - Амитабх Бхаттачария — Лучшие слова к песне для фильма - Притам — Лучшая музыка к песне для фильма - Прем Чопра — Премия журнала «Filmfare» за вклад в кинематографию |

### Популярные награды
| Лучший фильм | Лучший фильм | Лучший фильм | Лучший режиссёр | Лучший режиссёр                   | Лучший режиссёр                   |
| --- | --- | --- | --- | --------------------------------- | --------------------------------- |
| - Гангубай Катавади — Bhansali Productions, Pen India Limited - Поздравляем! 2 — Junglee Pictures, Zee Studios - Лабиринт 2 — T-Series Films, Cine1 Studios - Брахмастра, часть 1: Шива — Dharma Productions, Star Studios, Prime Focus, Starlight Pictures - Кашмирские файлы — Zee Studios, Abhishek Agarwal Arts - Высота — Rajshri Productions, Mahaveer Jain Films, Boundless Media                                             | - Гангубай Катавади — Bhansali Productions, Pen India Limited - Поздравляем! 2 — Junglee Pictures, Zee Studios - Лабиринт 2 — T-Series Films, Cine1 Studios - Брахмастра, часть 1: Шива — Dharma Productions, Star Studios, Prime Focus, Starlight Pictures - Кашмирские файлы — Zee Studios, Abhishek Agarwal Arts - Высота — Rajshri Productions, Mahaveer Jain Films, Boundless Media | - Гангубай Катавади — Bhansali Productions, Pen India Limited - Поздравляем! 2 — Junglee Pictures, Zee Studios - Лабиринт 2 — T-Series Films, Cine1 Studios - Брахмастра, часть 1: Шива — Dharma Productions, Star Studios, Prime Focus, Starlight Pictures - Кашмирские файлы — Zee Studios, Abhishek Agarwal Arts - Высота — Rajshri Productions, Mahaveer Jain Films, Boundless Media | - Санджай Лила Бхансали — Гангубай Катавади - Анис Базми — Лабиринт 2 - Аян Мукхерджи — Брахмастра, часть 1: Шива - Харшавардхан Кулкарни — Поздравляем! 2 - Сурадж Р. Барджатья — Высота - Вивек Агнихотри — Кашмирские файлы |                                   |                                   |
| Лучшая мужская роль | Лучшая мужская роль | Лучшая мужская роль | Лучшая женская роль | Лучшая женская роль               | Лучшая женская роль               |
| - Раджкумар Рао — Поздравляем! 2 в роли Шардул Тхакур - Аджай Девган — Видимость 2 в роли Виджай Салгаонкар - Викрам Веда — Высота в роли Амит Шривастава - Анупам Кхер — Кашмирские файлы в роли Пушкар Натх Пандит - Ритик Рошан — Викрам Веда в роли Ведха Бетал - Картик Аарьян — Лабиринт 2 в роли Рухаан Рандхава, он же Рух Баба                                                                                              | - Алия Бхатт — Гангубай Катавади в роли Гангубай Котевали - Бхуми Педнекар — Поздравляем! 2 в роли Суман «Суми» Сингх - Джанви Капур — Мили в роли Мили Наудиял - Карина Капур — Лаал Сингх Чадда в роли Рупа Д’Соуза Чаддха - Табу — Лабиринт 2 в роли Анджулика Чаттерджи и Манджулика Чаттерджи                                                                                       | | |                                   |                                   |
| Лучшая мужская роль второго плана | Лучшая мужская роль второго плана | Лучшая мужская роль второго плана | Лучшая женская роль второго плана | Лучшая женская роль второго плана | Лучшая женская роль второго плана |
| - Анил Капур — Долгой жизни и богатства! в роли Бхим Саини - Анупам Кхер — Высота в роли Ом Шарма - Даршан Кумар — Кашмирские файлы в роли Кришна Пандит - Гулшан Девайах — Поздравляем! 2 в роли Гуру Нараян - Джайдип Ахлават — Герой боевиков в роли Бхура Сингх Соланки - Мэниш Пол — Долгой жизни и богатства! в роли Гурприт Шарма - Митхун Чакраборти — Кашмирские файлы в роли Брахма Датт из Службы внутренней безопасности | - Шиба Чадха — Поздравляем! 2 в роли Миссис Тхакур - Муни Рой — Брахмастра, часть 1: Шива в роли Джунун - Ниту Сингх — Долгой жизни и богатства! в роли Гита Саини - Шиба Чадха — Доктор Г в роли Шобха Гупта, - Шефали Ша — Доктор Г в роли Д-р Нандини Шривастав - Симран — Ракетчик в роли Мина Нараянан                                                                              | | |                                   |                                   |
| Debut Awards | | | |                                   |                                   |
| Лучшая дебютная мужская роль | Лучшая дебютная мужская роль | Лучшая дебютная женская роль | Лучшая дебютная женская роль | Лучший режиссёрский дебют         | Лучший режиссёрский дебют         |
| - Анкуш Гедам — Толпа в роли Анкуш Масрам - Абхай Мишр — Доктор Г в роли Абхишек Чандел - Паалин Кабак — Волк в роли Джомин - Шантану Махешвари — Гангубай Катавади в роли Афсаан Бадр-ур-Раззак | - Андреа Кевичуса — Иные в роли Айдо - Khushali Kumar — Дхоха: Угол Д в роли Саанчи Синха - Мануши Чхиллар — Притхвирадж в роли Саньёгита - Праджакта Коли — Долгой жизни и богатства! в роли Джинни Саини | - Джаспал Сингх Сандху и Раджив Барнвал — Гвалиор - Анирудх Ийер — Герой боевиков - Анубхути Кашьяп — Доктор Г - Джай Басанту Сингх — В интересах общества - Мадхаван — Ракетчик | |                                   |                                   |
| Writing Awards | | | |                                   |                                   |
| Лучший сюжет | Лучший сюжет | Лучший сценарий | Лучший сценарий | Лучший диалог в фильме            | Лучший диалог в фильме            |
| - Акшат Гилдиал и Суман Адхикари — Поздравляем! 2 - Анирудх Ийер — Герой боевиков - Джаспал Сингх Сандху] и Раджив Барнвал — Гвалиор - Нирен Бхатт — Волк - Сунил Ганди — Высота | - Харшавардхан Кулкарни, Акшат Гилдиал и Суман Адхикари — Поздравляем! 2 - Аакаш Каушик — Лабиринт 2 - Джаспал Сингх Сандху и Раджив Барнвал — Гвалиор - Нирадж Ядав — Герой боевиков - Санджай Лила Бхансали и Уткаршини Вашиштха — Гангубай Катавади - Вивек Агнихотри — Кашмирские файлы                                                                                              | - Prakash Kapadia и Уткаршини Вашиштха — Гангубай Катавади - Абхишек Диксит — Высота - Акшат Гилдиал — Поздравляем! 2 - Манодж Мунташир и Б. С. Фида — Викрам Веда - Нирадж Ядав — Герой боевиков - Сумит Саксена — Доктор Г | |                                   |                                   |
| Музкальные награды | | | |                                   |                                   |
| Лучшая музыка к песне для фильма | Лучшая музыка к песне для фильма | Лучшая музыка к песне для фильма | Лучшие слова к песне для фильма | Лучшие слова к песне для фильма   | Лучшие слова к песне для фильма   |
| - Притам — Брахмастра, часть 1: Шива - Амит Триведи — Высота - Притам — Лаал Сингх Чадда - Сачин-Джигар — Волк - Санджай Лила Бхансали — Гангубай Катавади | - Амитабх Бхаттачария — «Kesariya» — Брахмастра, часть 1: Шива - А.М. Тураз — «Jab Saiyaan» — Гангубай Катавади - Амитабх Бхаттачария — «Apna Bana Le» — Волк - Амитабх Бхаттачария — «Tere Hawaale» — Лаал Сингх Чадда - Шилли — «Maiyya Mainu» — Джерси | | |                                   |                                   |
| Лучший мужской закадровый вокал | Лучший мужской закадровый вокал | Лучший мужской закадровый вокал | Лучший женский закадровый вокал | Лучший женский закадровый вокал   | Лучший женский закадровый вокал   |
| - Ариджит Сингх — «Kesariya» — Брахмастра, часть 1: Шива - Абхай Джодхпуркар — «Maange Manzooriyan» — Поздравляем! 2 - Ариджит Сингх — «Apna Bana Le» — Волк - Ариджит Сингх — «Deva Deva» — Брахмастра, часть 1: Шива - Сону Нигам — «Main Ki Karaan?» — Лаал Сингх Чадда | - Кавита Сет — «Rangisari» — Долгой жизни и богатства! - Джанхви Шриманкар — «Dholida» — Гангубай Катавади - Джонита Ганди — «Deva Deva» — Брахмастра, часть 1: Шива - Шилпа Рао — «Tere Hawaale» — Лаал Сингх Чадда - Шрея Гхошал — «Jab Saiyaan» — Гангубай Катавади | | |                                   |                                   |

### Премии критиков
| Лучший фильм по мнению критиков | Лучший фильм по мнению критиков |
| --- | --- |
| - Харшавардхан Кулкарни — Поздравляем! 2 - Амар Каушик — Волк - Джаспал Сингх Сандху и Раджив Барнвал — Гвалиор - Наградж Манджуле — Толпа - Мадхаван — Ракетчик | |
| Лучшая мужская роль | Лучшая женская роль |
| - Санджай Мишра — Гвалиор в роли Шамбхунатх Мишра - Викрам Веда — Толпа в роли Виджай Бораде - Мадхаван — Ракетчик в роли Намби Нараянан - Раджкумар Рао — Поздравляем! 2 в роли Шрадул Тхакур - Шахид Капур — Джерси в роли Арджун Талвар - Варун Дхаван — Волк в роли Бхаскар Шарма | - Бхуми Педнекар — Поздравляем! 2 в роли Суман «Суми» Сингх - Табу — Лабиринт 2 в роли Анджулика Чаттерджи и Манджулика Чаттерджи - Каджол — Salaam Venky в роли Колавенну Суджата Кришнан - Нина Гупта — Гвалиор в роли Манджу Мишра - Тапси Панну — Молодец, Миту! в роли Митхали Радж |

### Специальные награды
| Специальная премия Filmfare                                       | Специальная премия Filmfare |
| ----------------------------------------------------------------- | --------------------------- |
| - Не вручалась                                                    |                             |
| Премия журнала «Filmfare» за вклад в кинематографию               |                             |
| - Прем Чопра                                                      |                             |
| Filmfare Award имени Р. Д. Бурмана для новых музыкальных талантов |                             |
| - Джанхви Шриманкар для «Dholida» от Гангубай Катавади            |                             |

### Технические награды
Номинанты были объявлены 24 апреля 2023 года:
| Лучший монтаж | Лучшая работа художника-постановщика | Лушая хореография |
| --- | --- | --- |
| - Нинад Кханолкар — Герой боевиков - Амин Хатиб — Лабиринт 2 - Сандип Фрэнсис — Видимость 2 - Санкх Раджьядхьякша — Кашмирские файлы - Саньюкта Каза — Волк                                                        | - Субрата Чакраборти и Амит Рэй — Гангубай Катавади - Амрита Махал Накай — Брахмастра, часть 1: Шива - Дурга Прасад Махапатра — Викрам Веда - Маюр Шарма и Апурва Сондхи — Волк - Мустуфа Сатитунвала — Лаал Сингх Чадда - Раджат Поддар — Лабиринт 2 | - Крути Махеш — «Dholida» — Гангубай Катавади - Боско-Сезар — «Rangisari» — Долгой жизни и богатства! - Боско-Сезар — «Title Track» — Лабиринт 2 - Ганеш Ачария — «Dance Ka Bhoot» — Брахмастра, часть 1: Шива - Ганеш Ачария — «Thukeshwari» — Волк - Ганеш Хегде — «Alcoholia» — Викрам Веда |
| Лучшая операторская работа | Лучший звук | За влияние в киноиндустрии |
| - Судип Чаттерджи — Гангубай Катавади - Ивэн Маллиган — Иные - Каушал Шах — Герой боевиков - П.С. Винод — Викрам Веда - Сету — Лаал Сингх Чадда                                                                    | - Бишвадип Дипак Чаттерджи — Брахмастра, часть 1: Шива - Каамод Л Кхарде — Иные - Кунал Шарма — Волк - Лесли Фернандеш — Викрам Веда - Санал Джордж — Гангубай Катавади | - Санчит Балхара и Анкит Балхара — Гангубай Катавади - Мангеш Дхакде — Иные - Притам, Джим Сатья, Прасад С, Мегдип Бозе, Танудж Тику, Кетан Содха, Санни М.Р. — Брахмастра, часть 1: Шива - Сачин-Джигар — Волк - Сэм СиЭс — Викрам Веда                                                       |
| Лучший дизайн костюмов | Лучшая постановку боевых сцен | Лучшие спецэффекты |
| - Шитал Шарма — Гангубай Катавади - Максима Басу — Лаал Сингх Чадда - Пританка Гаятри Дубей, Махананда Сагааре и Вера Капур ИИ — Толпа - Рохит Чатурведи — Поздравляем! 2 - Санджив Раджсингх Пармар — Притхвирадж | - Парвез Шайх — Викрам Веда - Амин Хатиб — Видимость 2 - Дэн Брэдли, Диян Христов и Парвез Шайх — Брахмастра, часть 1: Шива - Фарук Кабир и Янник Бен — Khuda Haafiz: Chapter 2 — Agni Pariksha - Рам Челла, Лакшман Челла, Парвез Шайх и Кеча Кхампхакди — Право на любовь 2 - Си Ён О, Парвез Шайх, Hitz International Action Specialists — Непобедимая | - Dneg, ReDefine — Брахмастра, часть 1: Шива - Assemblage Entertainment PVT. — Ракетчик - Red Chillies VFX — Лаал Сингх Чадда - Red Chillies VFX, After Studios — Лабиринт 2 |

### Награды короткометражных фильмов
| Лучший короткометражный фильм         | Лучший короткометражный фильм         | Лучший короткометражный фильм         | Лучший короткометражный фильм           | Лучший короткометражный фильм           | Лучший короткометражный фильм           |
| Фантастика                            | Фантастика                            | Не-фантастика                         | Не-фантастика                           | Выбор зрителей                          | Выбор зрителей                          |
| ------------------------------------- | ------------------------------------- | ------------------------------------- | --------------------------------------- | --------------------------------------- | --------------------------------------- |
| *Не вручалась                         | *Не вручалась                         | *Не вручалась                         | *Не вручалась                           | *Не вручалась                           | *Не вручалась                           |
| Лучший актёр (Короткометражный фильм) | Лучший актёр (Короткометражный фильм) | Лучший актёр (Короткометражный фильм) | Лучшая актриса (Короткометражный фильм) | Лучшая актриса (Короткометражный фильм) | Лучшая актриса (Короткометражный фильм) |
| *Не вручалась                         | *Не вручалась                         | *Не вручалась                         | *Не вручалась                           | *Не вручалась                           | *Не вручалась                           |

## Количество номинаций и наград за фильм
| Номинация | Фильм                     |
| --------- | ------------------------- |
| 16        | Гангубай Катавади         |
| 14        | Поздравляем! 2            |
| 14        | Брахмастра, часть 1: Шива |
| 12        | Bhediya                   |
| 10        | Лабиринт 2                |
| 9         | Лаал Сингх Чадда          |
| 8         | Викрам Веда               |
| 7         | Кашмирские файлы          |
| 7         | Высота                    |
| 7         | Герой боевиков            |
| 6         | Гвалиор                   |
| 6         | Долгой жизни и богатства! |
| 6         | Доктор Г                  |
| 5         | Ракетчик                  |
| 4         | Толпа                     |
| 4         | Иные                      |
| 3         | Видимость 2               |
| 2         | Джерси                    |

| Awards | Film                      |
| ------ | ------------------------- |
| 11     | Гангубай Катавади         |
| 6      | Поздравляем! 2            |
| 5      | Брахмастра, часть 1: Шива |
| 2      | Долгой жизни и богатства! |
| 2      | Гвалиор                   |

## См. так же
- Filmfare Awards
- Список фильмов Болливуда за 2022 год[англ.]